# Hans-Joachim von Essen
Hans-Joachim von Essen (* 26. September 1940 in Berlin) ist ein deutscher Politiker (CDU). Er gehörte der letzten Volkskammer der DDR an.

## Leben und Beruf
Von Essen wuchs im Potsdamer Stadtteil Babelsberg auf. Dort besuchte er die POS Beethoven-Schule und die Erweiterte Oberschule, letztere verließ er 1960 mit dem Abitur. Danach studierte er an der Fakultät für Schwachstromtechnik der TH Ilmenau, 1967 schloss er als Diplom-Ingenieur ab. Nach dem Studium übte er den erlernten Beruf im VEB Meßelektronik Berlin aus, danach war er EDV-Organisator und Programmierer im VEB Rechenbetrieb Binnenhandel.
1970 wechselte von Essen zum Bezirkskrankenhaus Potsdam, wo er als Strahlentechniker in der Radiologischen Klinik tätig war. Bis 1990 leitete er dort die Abteilung für Biomedizintechnik. Daneben leitete er von 1976 bis 1980 und von 1984 bis 1988 die Arbeitsgemeinschaft der Röntgeningenieure. Seit 1972 dozierte er nebenberuflich an der Medizinischen Fachschule Potsdam. 1981 wurde er Fachingenieur für klinische Strahlenphysik. 1983 übernahm er eine außerplanmäßige Aspirantur an der TH Ilmenau, 1988 promovierte er zum Dr. ing.
1992 wurde von Essen zum Geschäftsführer des Gesundheitszentrums Potsdam (GZP) berufen, das aus dem Bezirkskrankenhaus hervorging. Aufgrund des Verdachts der "schwerwiegenden Pflichtverletzung zu Lasten des Unternehmens" wurde er am 22. November 2002 durch Oberbürgermeister Jann Jakobs, zugleich Aufsichtsratsvorsitzender des GZP, fristlos gekündigt. Gegen diese Kündigung klagte er vor dem Landgericht Potsdam. Er führte an, dass ihm keine Möglichkeit zur persönlichen Stellungnahme eingeräumt wurde. Am 1. Oktober 2003 schloss das Gericht einen Vergleich, wonach die Kündigung zurückgenommen und das Gehalt für die Monate nach seiner Kündigung nachgezahlt werden musste. Auch wurden die Ermittlungen der Staatsanwaltschaft Potsdam gegen ihn "wegen Geringfügigkeit" eingestellt. Von Essen war damit wieder Geschäftsführer, aber von seinen Aufgaben freigestellt. Sein Vertrag lief zum Ende des Jahres 2003 aus. Im Mai 2004 wurde ein weiteres Ermittlungsverfahren der Staatsanwaltschaft Potsdam wegen Untreue mangels Tatverdacht eingestellt.

## Politik
Bei der Volkskammerwahl 1990 führte der zunächst parteilose von Essen die CDU-Liste im Wahlkreis Potsdam an. Erst später trat er in die CDU ein. Seine Mitgliedschaft in der Volkskammer währte bis zu deren Auflösung am 2. Oktober 1990. Bei der Bundestagswahl 1990 kandidierte er auf Platz 11 der Landesliste der CDU in Brandenburg. Zudem wurde er im Wahlkreis Potsdam nominiert, aufgrund eines Formfehlers musste die Aufstellung jedoch wiederholt werden. Letztlich ging der Wahlkreis an den SPD-Kandidaten Emil Schnell.